# Shide (moine)
Ne doit pas être confondu avec Shide (shinto).
Shide ((zh)) était un poète bouddhiste chinois de la dynastie Tang, qui vivait au temple Guoqing sur le mont Tiantai sur la côte de la mer de Chine orientale.

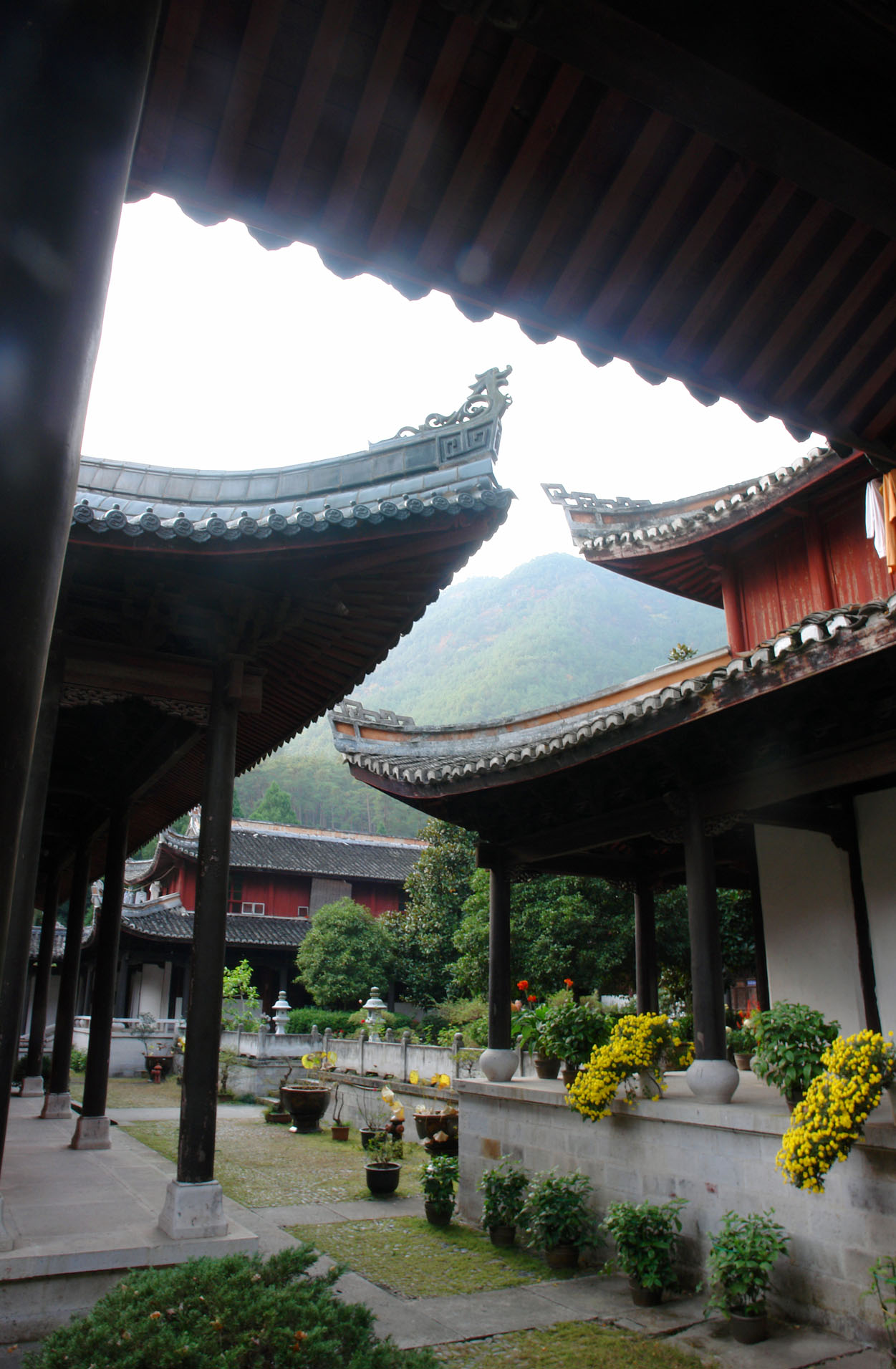
Le temple Guoqing sur le mont Tiantai.

Shide était un contemporain et un ami de Hanshan et Fenggan (en), bien qu'il fût plus jeune qu'eux. Les trois amis formaient le « trio de Tiantai ». Shide vivait en tant que frère lai, et travailla la plus grande partie de sa vie dans les cuisines du temple Guoqing.
Au Japon, où il est également un personnage connu dans l'art et la littérature, Shide est connu sous le nom de Jittoku.

## Sources
- Xiang Chu, Cold Mountain Poems and Notes, 3e édition, Zhonghua Book Company, Beijing, Chine, 1997, 2000, 2010  (ISBN 978-7-101-01645-1).
- Ci hai bian ji wei yuan hui (辞海编辑委员会), Ci hai (辞海), Shanghai, Shanghai ci shu chu ban she (上海辞书出版社), 1979.
- Red Pine, The Collected Songs of Cold Mountain, Copper Canyon Press, 2000,  (ISBN 1-55659-140-3).